# KSAFA Super League
De KSAFA Super League is een tweede klasse competitie in Jamaica waar enkel teams uit de parishes (gemeenten) Kingston en Saint Andrew aan deelnemen.
Op het einde van het seizoen speelt de winnaar een eindronde tegen de winnaars van de South Central Confederation Super League, Eastern Confederation Super League en Western Confederation Super League. De top 2 van deze eindronde promoveert naar de Jamaican National Premier League.
De laatste twee teams van de KSAFA Super League degraderen naar de KSAFA Major League.

## Teams 2010/2011
- August Town FC
- Barbican FC
- Bull Bay FC
- Cavaliers SC
- Constant Spring FC
- Duhaney Park FC
- Mountain View United FC
- Rae Town FC
- Real Mona FC
- Rockfort FC
- Santos FC
- University of the West Indies